# كريستيان كارلسون (لاعب كرة قدم)
كريستيان كارلسون (بالسويدية: Christian Karlsson)‏ هو لاعب كرة قدم سويدي، ولد في 20 سبتمبر 1969 في السويد. شارك مع منتخب السويد لكرة القدم. أما مع النوادي، فقد لعب مع نادي إيسبيرغ ونادي غوتبورغ ونادي كوبنهاغن ونادي مالمو.

## وصلات خارجية
- كريستيان كارلسون على موقع قاعدة بيانات كرة القدم.إي يو (الإنجليزية)
- كريستيان كارلسون على موقع ناشيونال فوتبول تيمز (الإنجليزية)